# Samostan sv. Jean des Vignes
Saint-Jean-des-Vignes je nekdanji samostan v francoskem kraju Soissonsu v departmaju Aisne.
Ta opatija je predmet klasifikacije kot zgodovinski spomenik od leta 1875 (za zvonik in samostan), ko so pred tem izvedli določeno zaščito: klasifikacija leta 1913 (ostanki stavb opatije) in leta 1947 (Logis des hôtes), napis iz leta 1947 velja za (zid ograjenega prostora, vodni stolp, nastanitev opata).

## Zgodovina
Hugues le Blanc, gospodar regije, je zasegel več cerkva, ki jih je izkoriščal. Hugues je nato sledil poti, ki jo je ustanovil Thibault de Pierrefonds, škof iz Soissonsa: ustanovil je samostan zunaj mesta, posvečen sv. Hugues in obnovil pet župnij: Charly, Montlevon, Saint-Aignan, Le Grand Rozoi in Arthaise ter dva mlina, Moulin Neuf in Moulin Tauxart. Škof je Hughu prepustil slavo ustanovitve. Oba sta prosila Filipa I. za patentno potrdilo. Ta je to storil leta 1076.
Dvanajst let kasneje je Hugues kupil trideset hektarjev vinske trte, ki jih je podaril opatiji in dodal več dediščine v vinogradih in zemljiščih v župniji Charly. Ta drugi temelj je potrdil Henrik, 53. škof iz Soissona in Hugov sin. Samostan je ob tej priložnosti prevzel ime Saint-Jean-des-Vignes.
V opatiji se je naselila skupnost Janezovih kanonikov (učencev sv. Janeza) po pravilih sv. Auguština in je postala matična hiša reda. Ti menihi so bili zdravilci in zdravili bolezni z mešanico vseh vrst rastlin, kot so bolečine ali epilepsija. To pojasnjuje obilo cvetličnega okrasja opatije.
Od 13. do 16. stoletja so prvotno romansko arhitekturo samostana zamenjali z gotskimi novogradnjami.
Leta 1359 je samostan postal utrdba v stoletni vojni. Obzidje je bilo zgrajeno okoli leta 1375.
V času francoske revolucije je prišlo do razpada samostana in preoblikovanja v vojašnico. Zadnji Grand Prior je bil masakriran leta 1792 v Saint-Firminu v Parizu. Srebrnina in zvonovi so se stopili, ostala oprema in zlati oltar razdejan. Arhivi so skoraj popolnoma izginili. Poleg tega so bile stavbe uporabljene kot kamnolom. Eksplozija skladišča streliva je uničila samostansko cerkev. 10. junija 1809 sta zidar Valot in mizar Delacroix odstranila celotno cerkev. Leta 1807 so prodali vitraž in železo. Hiše v Soissonu so zgradili s kamna iz ostankov samostana.
Danes so ohranjeni fasada nekdanje samostanske cerkve z dvema stolpoma, deli samostana in refektorij. 
Na lokaciji gostijo spreminjajoče se razstave Mestnega muzeja in je arheološko središče.

## Opis
Samostanski kompleks je imel veliko zgradb. Celota je na vrhuncu okoli 1520 oblikovala obsežen prostor, obdan z ograjo in jarkom. Od tega je bilo odvisnih okoli 150 menihov; zaposlili so osebje in upravljali približno trideset kmetij. Samostan je postal velik posestnik. V opatiji je bilo tudi štirideset župnij, kanoniki pa so bili duhovniki / župniki. 
Konstrukcije, ki jih vidimo danes, so bile zgrajene konec 13. stoletja. Nato je bila zgrajena klet, portali, jedilnica, kuhinje, v 14. stoletju dokončana cerkvena ladja, še kasneje stolpa.
V 13. in 14. stoletju so številne donacije prinesli kralji in veliki gospodarji, vključno s kardinalom Jean de Dormansom, pa tudi bolj skromni ljudje, ki so zapustili denar, zemljo ali hiše. 
Ko se je končala stoletna vojna, so bili zgrajeni stolpi, ki so bili dokončani po dveh velikih obdobjih dela: od 1488 do 1495 za veliki stolp in od 1516 do 1520 za malega. Samostansko cerkev je posvetil Janez Milet, škof iz Soissona, leta 1478, posvečena je bila Devici Mariji, sv. Janezu Krstniku in sv. Janezu Evangelistu.
- Ruševine samostanske cerkve
- Križni hodnik
- Križni hodnik